# Un gesto de amor
Un gesto de amor (título original: Timepiece) es una película estadounidense de drama de 1996, dirigida por Marcus Cole, escrita por Richard Fielder, está basada en una novela de Richard Paul Evans, musicalizada por Eric Colvin, en la fotografía estuvo John Newby y los protagonistas son Naomi Watts, Kevin Kilner y James Earl Jones, entre otros. El filme fue realizado por Signboard Hill Productions y The Polson Company; se estrenó el 22 de diciembre de 1996.

## Sinopsis
Corre la década de 1940, un relojero veterano afronta el racismo y es juzgado por homicidio cuando un racista fallece.